# Gril

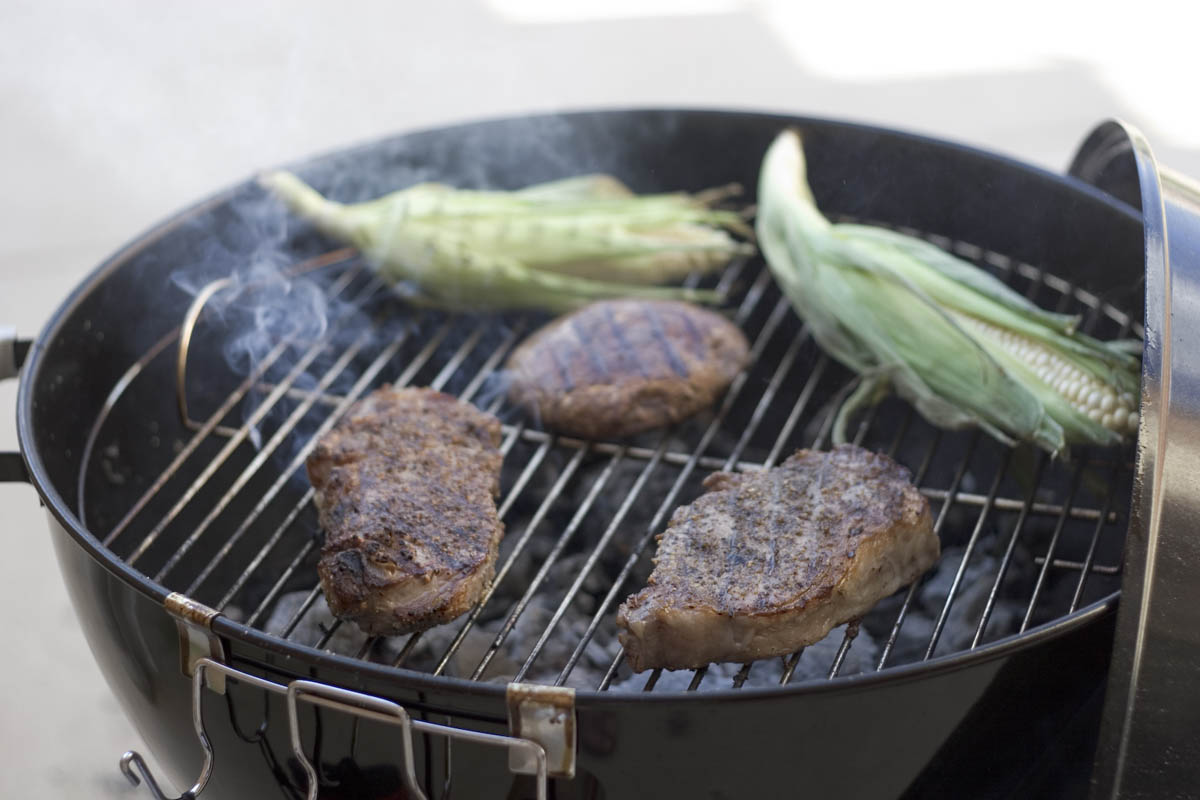
Příprava jídla na grilu na dřevěné uhlí

Gril je zařízení pro tepelnou úpravu pokrmů, tzv. grilování. Zdrojem tepelného záření může být topná spirála nebo žhnoucí palivo. Podle zdroje tepla se grily rozdělují na několik typů.

## Typy grilů
Grily se rozdělují především podle toho, odkud berou teplo. Existují převážně tři kategorie grilů a to elektrické, plynové a na dřevěné uhlí. Každý z nich je určen pro jiné použití a záleží i na zkušenostech uživatelů, zda jsou začátečníci nebo profesionálové.

### Elektrický gril
Na ovládání tohoto grilu netřeba mít žádné zkušenosti. Ovládání je úplně snadné a intuitivní. Teplota se reguluje jediným kolečkem. Tím, že funguje na elektřinu, nemusí se kupovat žádné jiné palivo. Většinou se používají v kuchyni nebo na balkónech domu. Díky svým malým rozměrům jsou praktické a skladovatelné. Nevýhodou u těchto grilu bývá vyšší cena a snadná poruchovost. Elektrické grily se dále dělí na:
- Kontaktní grily: na gril se položí maso, nebo zelenina a ta se následně přiklopí další deskou. Vše se teda griluje z obou stran
- Elektrický gril s roštem: klasický roštový gril, fungující však jen na čisto elektrickém pohonu
- Raclette gril: typicky pro svou horní desku, na které se griluje maso a spodní pánvičky kde se může rozpustit sýr a následně ním polévat maso

### Plynový gril
Grily na plyn jsou taktéž vhodné i pro začátečníky. Velkou výhodou je jich rychle rozehřátí. Regulace teploty je velice snadná pomocí otočení kolečka. Tyto grily jsou těžší a mnohem větší kvůli láhvi s propan-butanem. Dále dělíme tyto grily na:
- RBS (Radiant Burner Systém): hořáky jsou na bocích grilovací nádoby, teplota se tak uvnitř rozprostře a všechno se griluje rovnoměrně
- Lávové kameny: kameny se nahřejí a rovnoměrně rozloží teplo uvnitř a zároveň zachycují odkapávající tuk. Kameny je potřeba po grilování očistit utěrkou a také je sem tam vyměňovat.

### Grily na dřevěné uhlí
Grily na dřevěné uhlí jsou ta pravá klasika. Obsluha takového grilu však vyžaduje už určité zkušenosti. Cena těchto grilů není vůbec vysoká, nevýhodu však je kupování dřevěného uhlí. Před použitím je jich potřeba pořádné nahrát, co ale většinou trvá několika minut. Regulace teploty probíhá složitěji za pomocí otevíraní nebo zavíraní průduchu ve víku grilu. To omezuje přísun kyslíku a hoření se buď podporuje nebo tlumí.

## Obecné požadavky na grily
Jelikož jsou grily při svém provozu rozpálené na vysokou teplotu, je důležitá jejich stabilita a robustní konstrukce. Materiál, ze kterého je gril vyroben a jeho povrchová úprava by měla být odolná vůči vysokým teplotám. Jinak hrozí deformace a uvolňování nebezpečných látek.